# 그녀는 예뻤다 (일본의 드라마)
《그녀는 예뻤다》(彼女はキレイだった 카노조와키레이닷타[*])는 2021년 7월 6일부터 일본의 후지 TV에서 방영되는 드라마이다.

## 등장 인물

### 주요 인물
- 나카지마 켄토(Sexy Zone) : 하세베 소스케(長谷部宗介) 역 (아역 : 타카기 류노스케) - 28세, 더 모스트 일본판 편집장 겸 크리에티브 다이렉터
- 코시바 후카 : 사토 아이(佐藤愛) 역 (아역 : 시라미즈 히요리) -  28세, 무직
무직이며 친구 집에서 살고 있다. 엉뚱한 일로 인해서 더 모스트 변집부에서 일하게 된다.
- 사쿠마 유이 : 키리야마 리사(桐山梨沙) 역 -  27세, 아이의 룸메이트, 레스토랑 매니저
- 아카소 에이지 : 히구치 타쿠야(樋口拓也) - 30세, 편집부원

### 아이의 가족
- 스가와라 다이키치 : 사토 유타카(佐藤豊) 역 - 57세, 아이의 아버지
인쇄소를 운영하고 있으나 도산할 처지가 된다. 그 후 새로운 인쇄소를 개설하나 여전히 경영난 상태가 계속된다.
- 마츠다 요코 : 사토 아카리(佐藤明里) 역 - 54세, 아이의 어머니
- 요시다 리오 : 사토 모모(佐藤桃) 역 - 17세, 아이의 여동생

### 더 모스트 일본판 편집팀
세계 30개국에서 출판되는 패션 잡지 더 모스트의 일본판 편집부이다. 
- 타카하시 유토(HiHi Jets/자니스 주니어) : 사토나카 준이치(里中純一) -  24세, 편집부원
- 카타세 나나 : 오카지마 유이코(岡島唯子) - 42세, 패션팀의 이그제큐티브 패션 에디터
- 소가와 아야나 : 아즈마 쿄코(東今日子) - 33세, 패션 에디터
- 야마다 모모코 : 코마츠 마리나(小松麻利奈) - 30세, 패션 어시스턴트, 유이코와 쿄코의 부하
- 우가키 미사토 : 스다 에리카(須田絵里花) 역 - 29세, 뷰티 에디터
- 무라세 사에 : 카자미 와카바(風見若葉) 역 - 26세, 뷰티 어시스턴트
- 혼다 치카라 : 미야기 분타(宮城文太) 역 - 38세, 이그제큐티브 디지털 에디터
10년 전에 도감을 만드는 부서에서 옮겨 왔다.
- LiLiCo : 이케자와 란코(池沢蘭子) 역 - 53세, 편집장, 더 모스트 일본판 출판처인 분코 출판사의 친회사 분코 그룹 회장의 여동생

### 그 외
- 키무라 유이치 : 키시다 요지(岸田庸司) 역 - 51세, 
분코 출판사 상무, 채산이 맞지 않는 더 모스트의 폐간에 몰아넣으려 한다.

### 원작판과의 대응표
| 구분역할      | 일본판                                 | 한국판                            |
| ------------- | -------------------------------------- | --------------------------------- |
| 하세베 소스케 | 나카지마 켄토 (아역 : 타카기 류노스케) | 박서준(지성준 역) (아역 : 양한열) |
| 사토 아이     | 코시바 후카 (아역 : 시라미즈 히요리)   | 황정음(김혜진 역) (아역 : 정다빈) |
| 키리야마 리사 | 사쿠마 유이                            | 고준희(민하리 역)                 |
| 히구치 타쿠야 | 아카소 에이지                          | 최시원(김신혁 역)                 |
| 이케자와 란코 | LiLiCo                                 | 황석정(김라라 역)                 |
| 사토 유타카   | 스가와라 다이키치                      | 박충선(김중섭 역)                 |
| 사토 아카리   | 마츠다 요코                            | 이일화(한정혜 역)                 |
| 사토 모모     | 요시다 리오                            | 정다빈(김혜린 역)                 |

## 제작진
- 원작 : “그녀는 예뻤다”(대한민국 MBC TV 제작, 각본: 조성희)
- 각본 : 시미즈 유카코, 미우라 키사
- 연출 : 카미야 카에데, 키노시타 타카코, 마츠다 유스케
- 음악 : 하시모토 유카리
- 여는 곡 : Awesome City Club - 夏の午後はコバルト / 여름의 오후는 코발트 (cutting edge)[1]
- 주제가 : Sexy Zone - 夏のハイドレンジア / 여름의 하이드레인저(Top J Records / 유니버설 뮤직)[2]
- 법률 어드바이저 : 아시하라 아이이치로
- 편집부 감수 : 군지 사유미
- 잡지 포토그래퍼 : 사이토 미사토
- 그림책 일러스트 : 나오
- 기획 협력 : 정지예
- 후지 TV 편성 기획 : 호소카와 요코, 타무라 유스케
- 프로듀서 : 하기와라 타카시, 요시카와 아카네, 시부야 에이시
- 제작 : KTV, 쿄도 TV

## 방송 일정
최저 시청률과 최고 시청률은 시청률 조사회사와 지역별로 시청률에 차이가 있을 수 있습니다.
| 화수        | 방송일   | 비디오 리서치 시청률 (간토 지방) |
| ----------- | -------- | -------------------------------- |
| 제1화       | 7월 6일  | 7.6%                             |
| 제2화       | 7월 13일 | 7.0%                             |
| 제3화       | 7월 20일 | 7.1%                             |
| 제4화       | 7월 27일 | 4.8%                             |
| 제5화       | 8월 10일 |                                  |
| 평균 시청률 |          |                                  |

### 결방 사유 및 편성 변경
- 2021년 7월 6일 : 15분 연장 방송으로 밤 9:00 ~ 10:09에 방영
- 2021년 7월 27일 : 해당 시간대에 NTV의 2020년 하계 올림픽 웹 방송을 받고 있었기 때문에 TV 오이타와 TV 미야자키에서는 결방, TV 오이타는 토요일(7월 31일) 아침 9:55 ~ 10:49, TV 미야자키에서는 금요일(7월 30일)는 저녁 7:00 ~ 7:54에 대체 방영됨
- 2021년 8월 3일 : 2020년 하계 올림픽으로 인해 결방